# Ester Brohus
Ester Brohus (Hjørring, 18 agosto 1961) è una cantante danese.

## Biografia
Ester Brohus è cresciuta cantando musica gospel insieme alla sua famiglia. Negli anni '80 ha iniziato ad interessarsi alla musica country rock americana, che ha ha segnato la sua produzione artistica sin dal suo debutto nel 1992 con l'album eponimo. Nel 2001 il suo quinto album Poor Pretty Little Me è stato il suo primo ingresso nella neonata classifica danese al 30º posto, e le ha fruttato tre Danish Music Award, fra cui uno per il miglior artista folk.

## Discografia

### Album in studio
- 1992 – Ester Brohus
- 1994 – The Letter
- 1995 – Heart of Desert Longing
- 1998 – Happy to Be Lonely
- 2001 – Poor Pretty Little Me
- 2002 – Come to Me
- 2004 – When Time Comes
- 2010 – Coming Home
- 2016 – Game for the Gamblers
- 2018 – Heart of the Country

### Raccolte
- 2006 – The Perfect Way - Best Of

### Singoli
- 1989 – Tågen letter
- 1989 – Kold og varm
- 1992 – The Perfect Way
- 1992 – Gypsy Talk/Don't Believe in Miracles
- 1995 – Little White Lies
- 1995 – If You Don't Love Me (The Way I Am)
- 2001 – Down
- 2001 – Clowns in May
- 2002 – Come to Me
- 2004 – Rose
- 2004 – Louise
- 2005 – More Than I Can Say
- 2015 – Game for the Gamblers
- 2017 – Will You Miss Me
- 2017 – The Dreamer
- 2018 – The Storm
- 2018 – When It's Christmas